# 트랩트 (밴드)
트랩트(Trapt)는 미국 캘리포니아주 로스가토스 출신 록 밴드이다.

## 역사
트랩트는 보컬 크리스 테일러 브라운, 기타리스트 사이먼 오먼디, 베이시스트 피터 카렐, 드럼 데이비드 스티지의 멤버로 결성되었다.
트랩트는 워너브라더스 레코드와 계약을 맺고, 스티지가 빠지면서 비게 된 드러머는 로빈 디아즈가 맡았다. 드러머는 나중에 다시 현재의 아론 몽고메리로 교체되었다. 2002년 11월 22일, 첫 정규 음반 《Trapt》를 발매하였다. 첫 싱글 〈Headstrong〉은 미국 모던 록 차트, 메인스트림 록 차트에 1위에 올랐으며, 2003년 6월의 WWE 배드 블러드의 주제곡으로 사용되었다. 두 번째 싱글 〈Still Frame〉도 메인스트림 록 차트 1위에 올랐으며, 〈Echo〉는 모던 록 차트 10위에 올랐다. 《Trapt》는 RIAA에서 플래티넘을 인증받았다.
2004년에는 세 트랙이 수록된 《Trapt EP》를 발매하였다. 2005년에는 두 번째 정규 음반 《Someone in Control》이 발매되었다. 이 음반에서도 세 장의 싱글이 발표되었다. 싱글들의 차트 성적은 지난 음반에 비해 부진하였으나, 〈Stand Up〉은 메인스트림 록 차트 3위에 올랐다.

## 구성원
- 크리스 테일러 브라운(Chris Taylor Brown) - 보컬, 기타
- 피터 차렐(Peter Charell) - 베이스
- 딜런 토마스 하워드(Dylan Thomas Howard) - 드럼
- 타이 퓨리(Ty Fury) - 기타

### 이전 멤버
- 데이비드 스티지(David Stege) - 드럼
- 로빈 디아즈(Robin Diaz) - 드럼
- 사이먼 오먼디(Simon Ormandy) - 리드 기타
- 아론 몽고메리(Aaron Montgomery) - 드럼
- 로브 토레스(Robb Torres) - 기타
- 트래비스 미구엘(Travis Miguel) - 기타

## 음반 목록
- 《Glimpse EP》(2000년)
- 《Trapt Demo》(데모 음반, 2001년)
- 《Trapt》(2002년)
- 《Trapt EP》(2004년)
- 《Someone In Control》(2005년)
- 《Trapt Live!》(라이브 음반, 2007년)
- 《Only Through the Pain》(2008년)
- 《Crüe Fest》(DVD, 2009년)
- 《No Apologies》(2010년)
- 《Headstrong》(컴필레이션 음반, 2011년)
- 《Reborn》(2012년)
- 《DNA》(2016년)